# Пінілья-де-Торо
Пінілья-де-Торо (ісп. Pinilla de Toro) — муніципалітет в Іспанії, у складі автономної спільноти Кастилія-і-Леон, у провінції Самора. Населення — 287 осіб (2010).
Муніципалітет розташований на відстані близько 190 км на північний захід від Мадрида, 34 км на північний схід від Самори.

## Демографія
Динаміка населення (INE ):